# Scène de genre

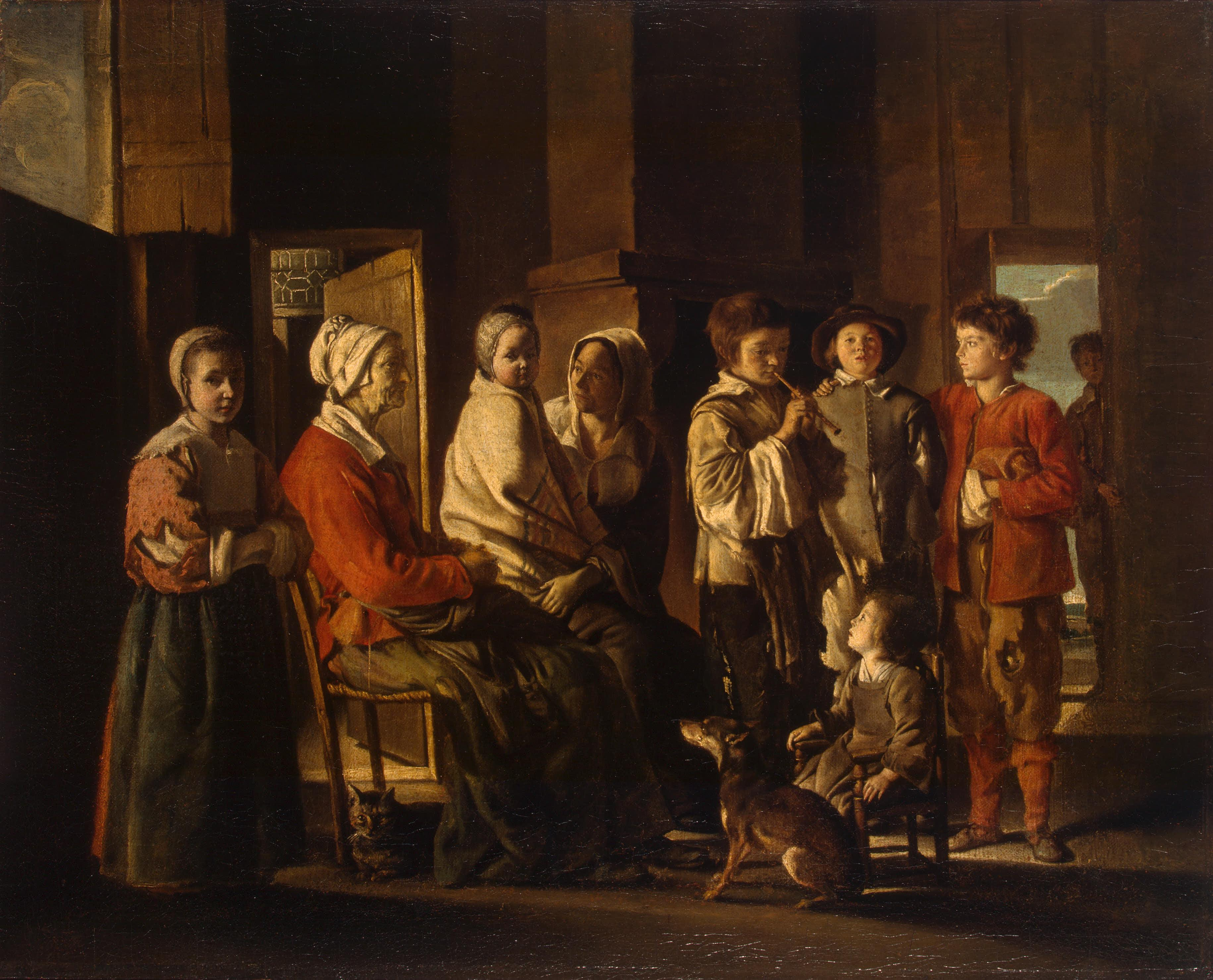
La Visite à la grand-mère de Louis Le Nain, fin des années 1640, huile sur toile,, musée de l'Ermitage.

Une scène de genre, peinte, gravée, dessinée ou sculptée, est un type d’œuvre qui figure une scène à caractère anecdotique ou familier. Elle est parfois appelée peinture de genre lorsqu'il s'agit d'une peinture.
En tant que peinture, son classement dans la hiérarchie des genres était assez bas, mais elle a été portée à un point de perfection au XVIIe siècle dans les pays du nord de l'Europe. La peinture de genre était fort prisée de la seconde moitié du XIXe siècle aux années 1930, détrônant la peinture d'histoire. Elle faisait l'objet d'un enseignement à part dans les différentes académies des beaux-arts européennes.

## Histoire succincte de la peinture de genre

### Avant la Renaissance

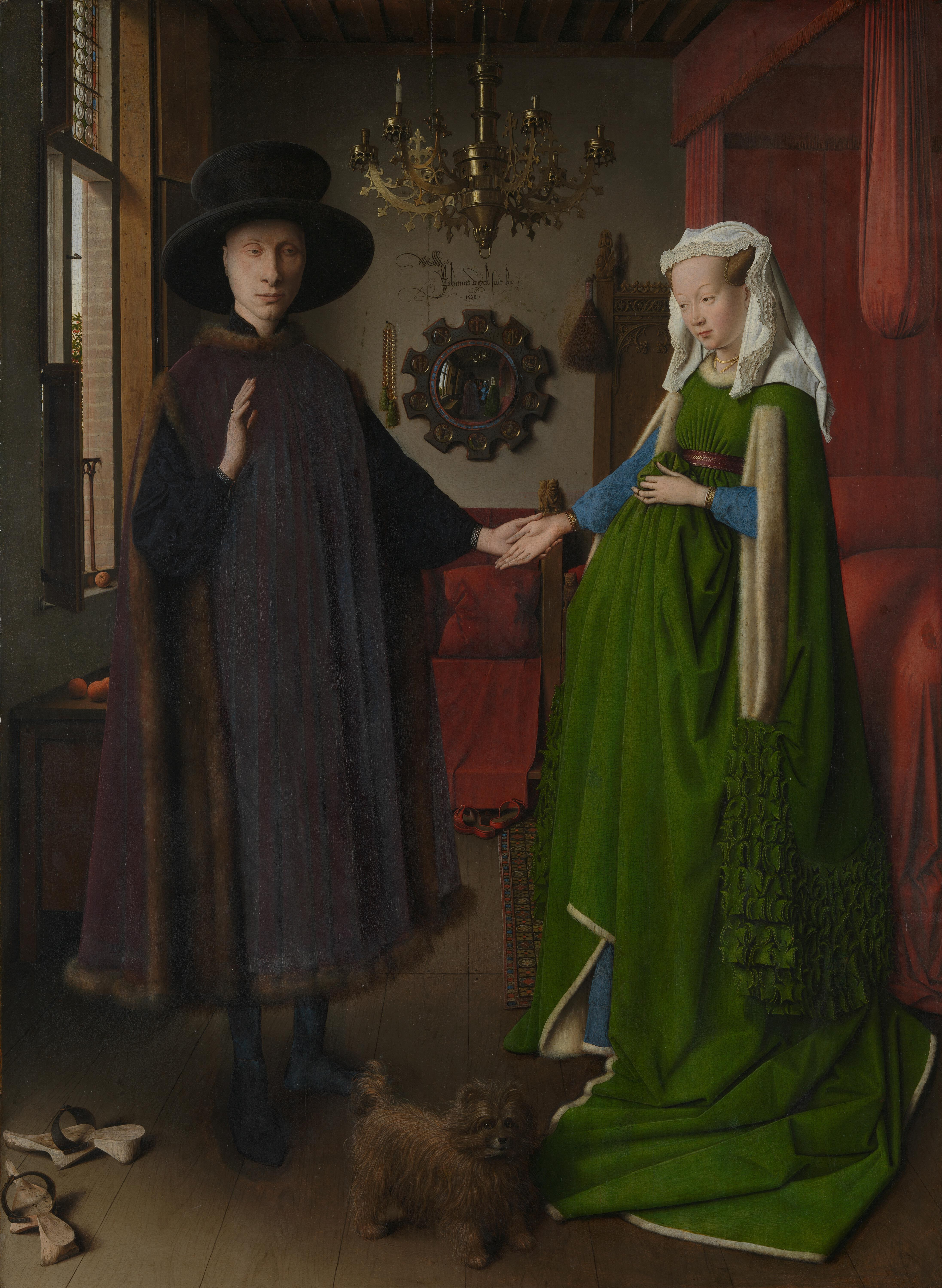
Les Époux Arnolfini de Jan van Eyck, 1434.

On peut parfois considérer que la peinture de genre existe dès l’Antiquité, même si elle est connotée religieusement. Certains historiens d’art considèrent ainsi les peintures égyptiennes représentant les travaux des champs, les banquets, les fêtes, etc. comme peinture de genre. Pline l'Ancien cite Peiraikos comme peintre hellénistique de sujets « bas », tels qu’ils survivent en mosaïques et sur les peintures murales à Pompéi : « échoppes de cordonniers, salons de coiffure, étals, ânes, vivres et sujets similaires » De même, dans les vases grecs ou étrusques, on peut trouver parfois des scènes de marché ou de chasse qui s’apparentent à des scènes de genre, tout comme certaines mosaïques et peintures romaines.
Avec le Moyen Âge, qui produit essentiellement un art à vocation religieuse, la scène de genre est cantonnée dans les marges et les lettrines historiées des manuscrits. Les manuscrits enluminés médiévaux illustrent souvent les scènes de la vie paysanne au quotidien, en particulier dans les Très Riches Heures du duc de Berry. Elle ne fait son retour que timidement dans certaines fresques du trecento, comme dans les Allégories du bon et du mauvais gouvernement par Lorenzetti, mais elles restent attachées à un sujet moral ou religieux.
C’est avec Van Eyck et les primitifs flamands que la scène de genre semble réellement renaître. Les Époux Arnolfini, au-delà du portrait, présente des personnages dans un intérieur bourgeois, détaché du monde religieux, et peut être considéré comme la première scène de genre. D’autres compositions de Van Eyck, aujourd’hui perdues, comme une Dame à sa toilette confirment cette interprétation. Il est intéressant de constater que c’est dans les Flandres que débute réellement cette pratique : ce sont surtout les écoles du Nord qui mettront ensuite ce genre à l’honneur.

### Renaissance

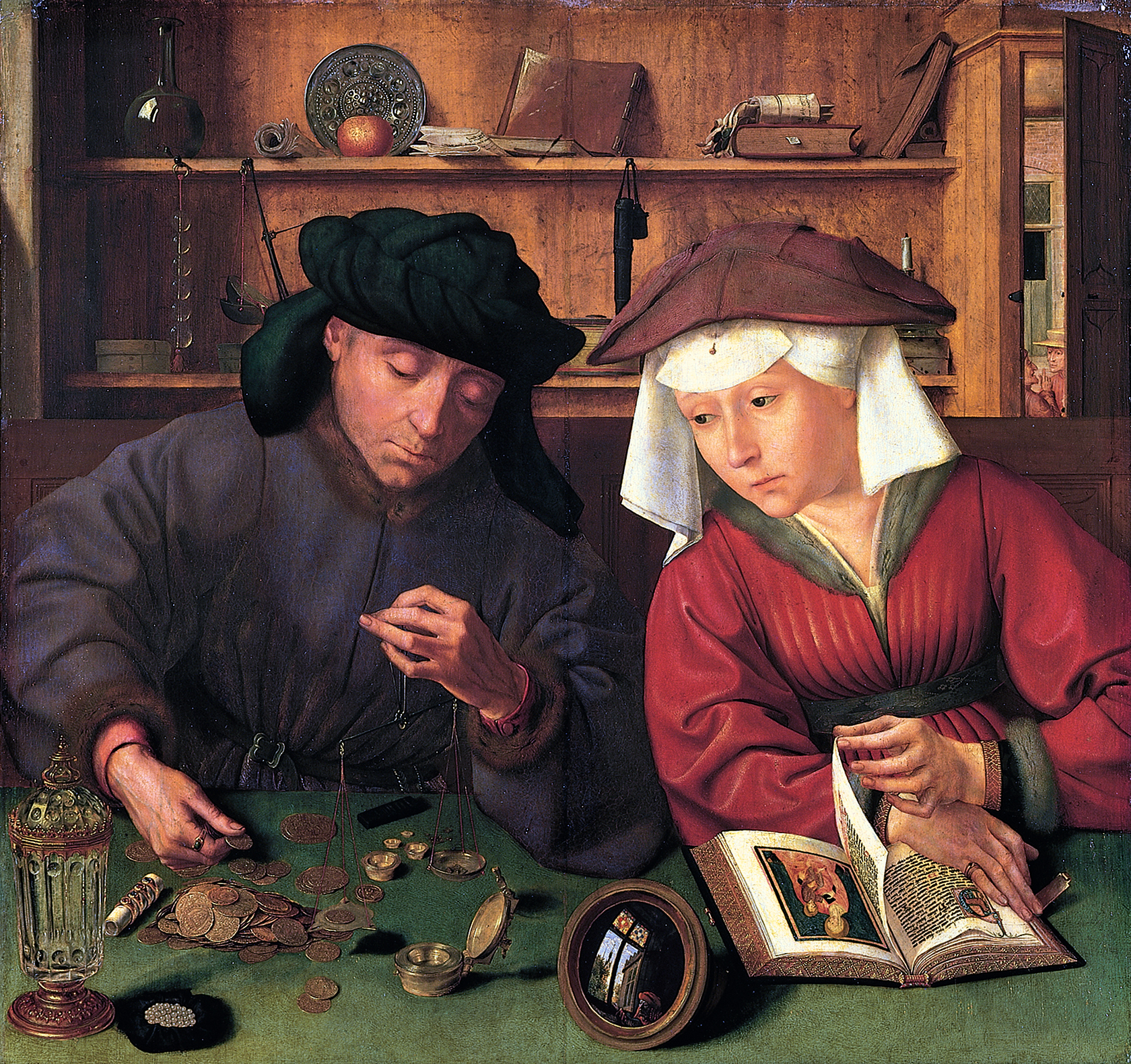
Le Prêteur et sa femme de Quentin Metsys, 1514.

Avec la baisse de l'implication de la religion dans l'art, la scène de genre commence à se développer à partir de la Renaissance, en particulier dans les Flandres. Le Peseur d’or et sa femme de Quentin Matsys en est un exemple parfait, même si comme la plupart du temps, il doit se lire de manière symbolique. Jérôme Bosch et Bruegel l’Ancien n’hésiteront pas à exploiter les scènes de genre, pour illustrer des proverbes et des histoires (aujourd’hui souvent perdus) qui donnent une nuance « laïque » à l’œuvre religieuse.
En Italie comme en France, ce thème est beaucoup moins bien perçu, malgré de fréquentes femmes au bain dans l’école de Fontainebleau, mais qui se rattachent le plus souvent à la peinture mythologique ou à la peinture d’histoire, plus qu’à la scène de genre proprement dite.

## Époque moderne

### Pays-Bas

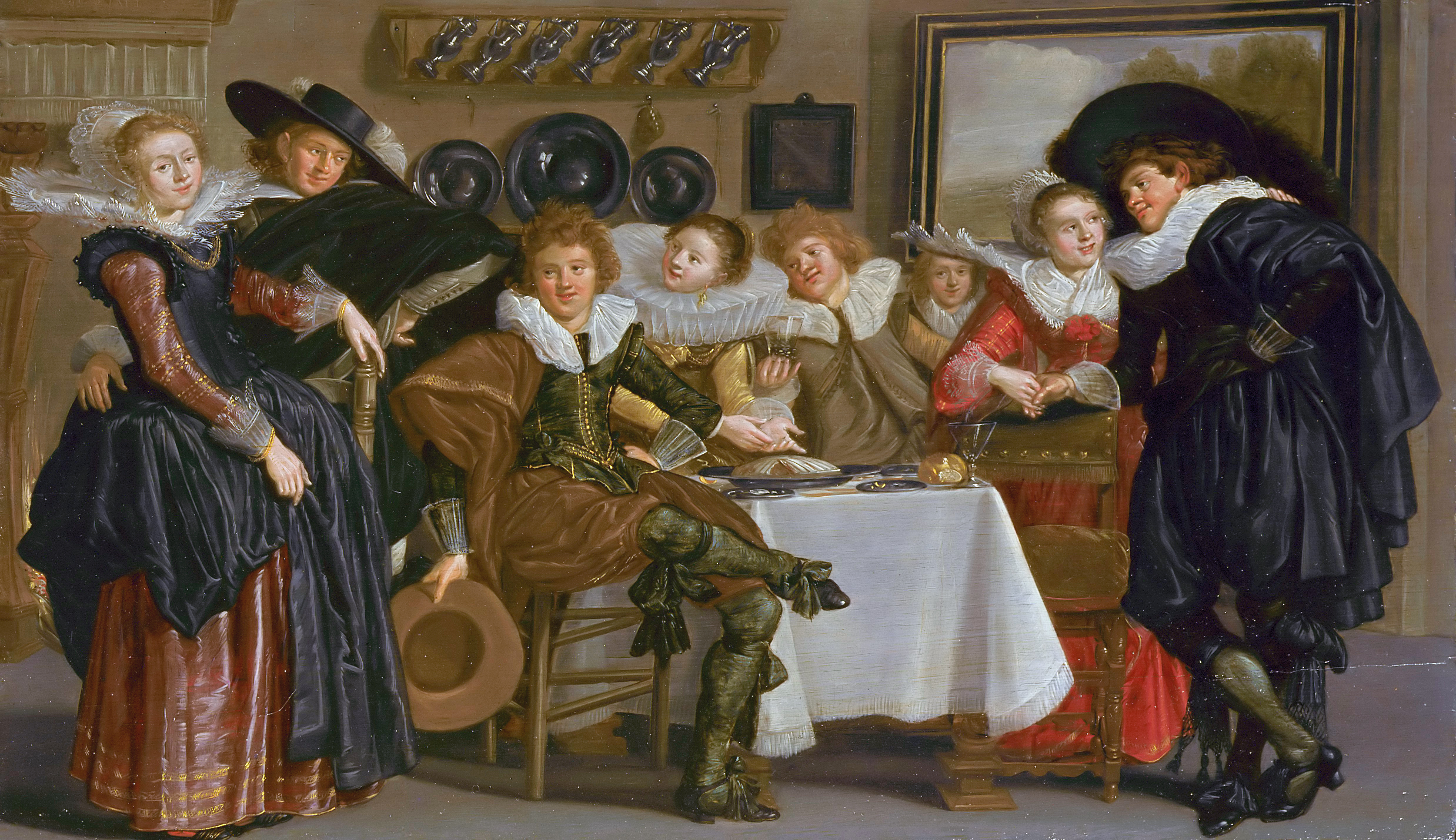
Joyeuse compagnie, par Dirck Hals.

À la Renaissance, dans la première moitié du XVIe siècle, le peintre flamand Jan Sanders van Hemessen avait peint de grandes scènes de genre innovantes, parfois avec un thème moral ou une scène religieuse en arrière-plan, qui faisaient partie d’un modèle d’« inversion maniériste » dans la peinture anversoise, donnant des éléments « bas » auparavant dans le fond décoratif des images. Joachim Patinir a élargi ses paysages, faisant des figures un petit élément, et Pieter Aertsen a peint des œuvres dominées par des natures mortes et des figures de genre de cuisiniers ou de vendeurs de marché, avec de petites scènes religieuses dans les espaces en arrière-plan. Pieter Brueghel l'Ancien a fait des paysans et de leurs activités, traitées de façon très naturelle, le sujet de beaucoup de ses peintures. Dans le sillage de ce peintre la peinture de genre devait s’épanouir dans le nord de l’Europe et les Pays-Bas dominer la scène de genre. Jusqu’au XVIIIe siècle et, au XVIIe siècle, la peinture baroque flamande et la peinture hollandaise de l’âge d’or ont donné naissance à de nombreux spécialistes peignant essentiellement dans ce genre.

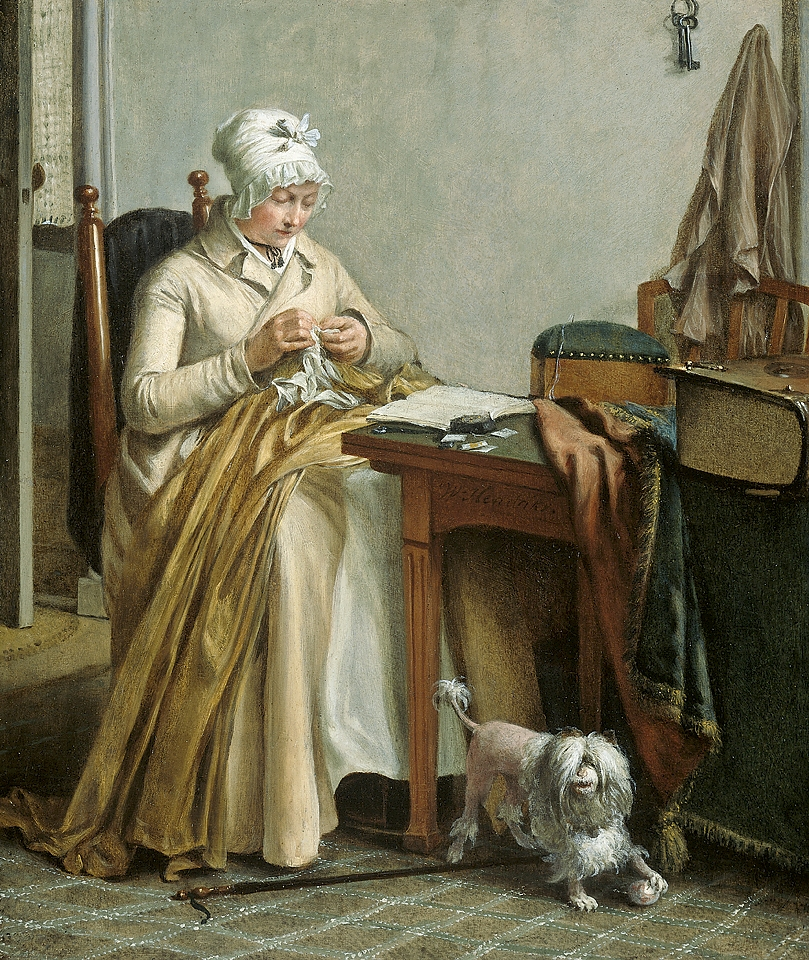
Intérieur avec femme par Wybrand Hendriks.

Les Pays-Bas du XVIIe siècle comptent Adriaen et Isaac van Ostade, Jan Steen, Adriaen Brouwer, David Teniers, Aelbert Cuyp, Johannes Vermeer et Pieter de Hooch parmi les nombreux peintres spécialisés en scènes de genre. La taille, généralement petite de ces tableaux les rendait particulièrement propres à être exposées chez leurs acquéreurs issus de la classe bourgeoise. Le sujet de ces scènes de genre émanait souvent d’un emblème populaire tiré d’un livre d'emblèmes qui pouvait donner un double sens au tableau, comme dans le Vendeur de volaille de Gabriel Metsu, 1662, où un vieil homme offre un coq dans une pose symbolique basée sur une gravure obscène de Gillis van Breen (1595-1622), avec la même scène. La joyeuse compagnie montre un groupe de personnages à une fête, soit faisant de la musique à la maison soit buvant dans une taverne. D’autres types de scènes courantes montrent des marchés ou des foires, des kermesses ou des soldats dans les camps.

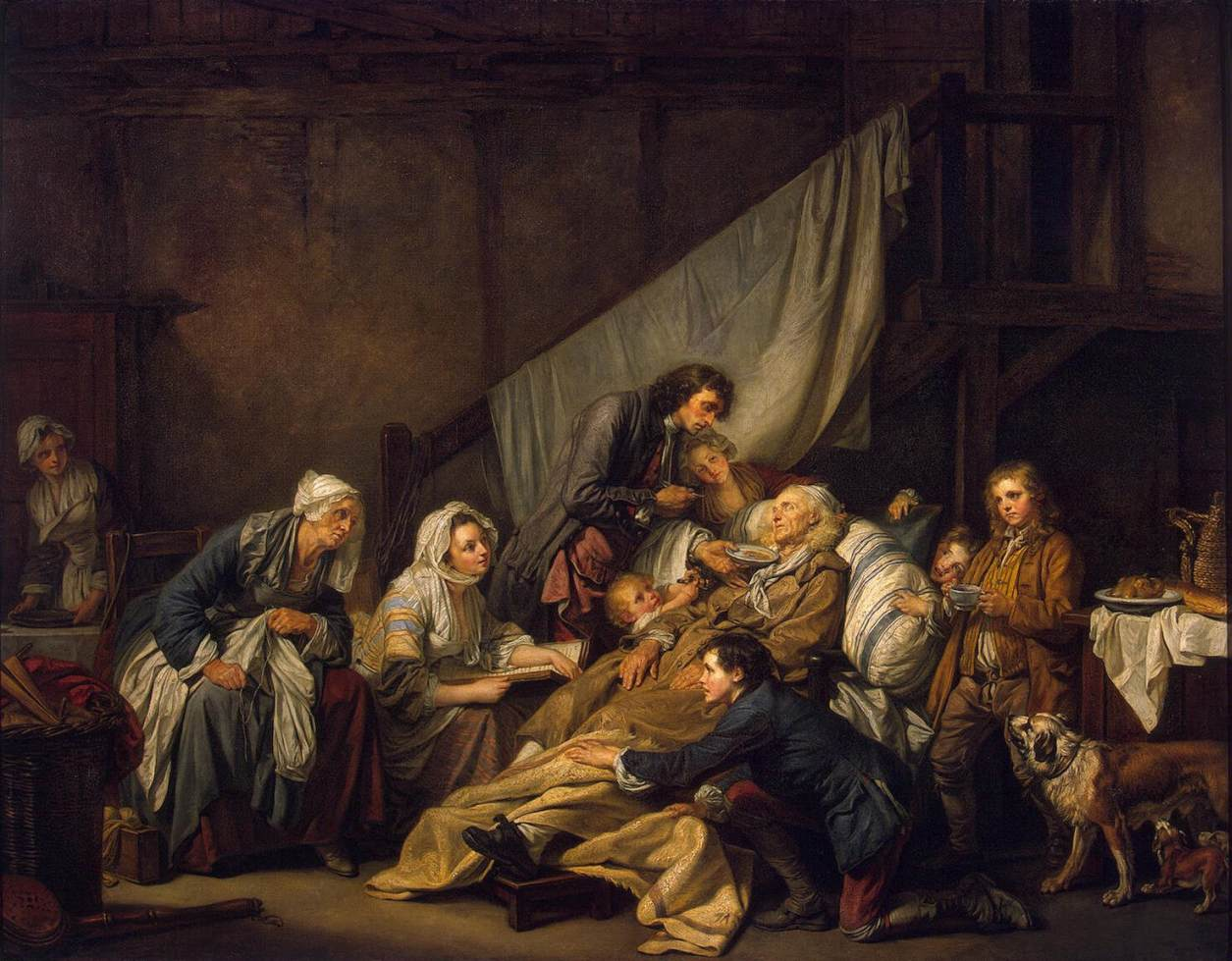
Piété filiale de Jean-Baptiste Greuze, 1765.

### Italie
En Italie, l’arrivée, en 1625, du peintre néerlandais Pieter van Laer à Rome, a donné naissance à une « école » de peinture de genre dont les œuvres ont fini par triompher du dédain affiché par d’éminents peintres romains et bolognais, comme Andrea Sacchi, Francesco Albani et Guido Reni, pour être très prisées au fil du temps. Le style pictural de van Laer, surnommé « Il Bamboccio » et de ses disciples, appelés les « Bamboccianti », inspirera les œuvres de Giacomo Ceruti, Antonio Cifrondi et Giuseppe Maria Crespi parmi tant d’autres.

### France
En France, Louis le Nain, qui a peint des groupes de paysans à la maison, a été un important représentant de la peinture de genre dans la France du XVIIe siècle, où le XVIIIe siècle allait manifester un intérêt accru pour la représentation de la vie quotidienne, que ce soit à travers les peintures romantiques de Antoine Watteau et Jean-Honoré Fragonard, ou le réalisme prudent de Jean Siméon Chardin. Jean-Baptiste Greuze et d’autres ont peint des groupes détaillés et plutôt sentimentaux ou des portraits individuels de paysans qui allaient influencer la peinture du XIXe siècle.

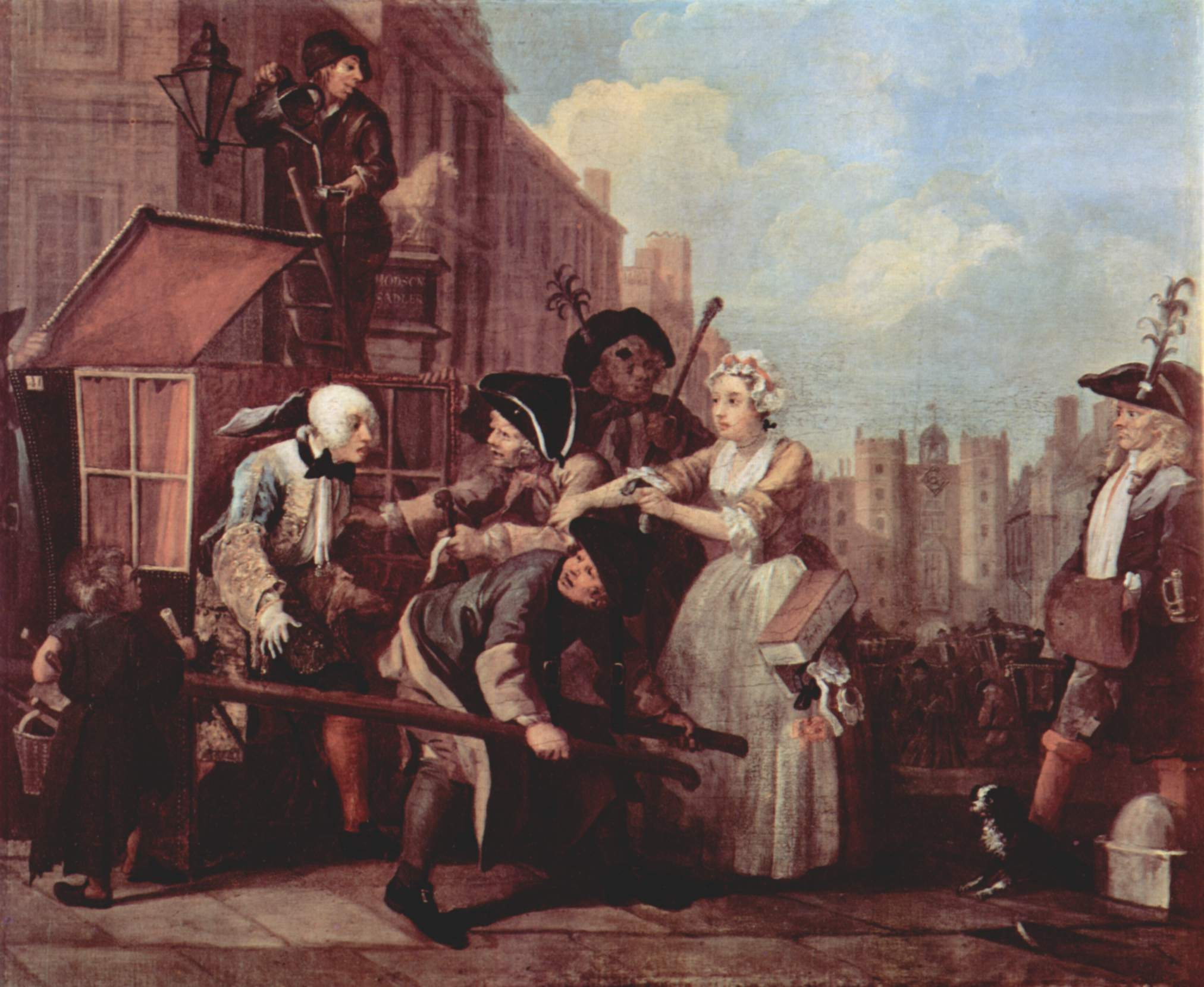
L’Arrestation pour dettes de William Hogarth (1732-5).

### Angleterre
En Angleterre, William Hogarth a véhiculé la comédie, la critique sociale et les leçons de morale au travers de toiles représentant l’histoire de gens ordinaires remplie, parfois à l’aide de longs sous-titres, de détails narratifs, souvent sous forme de séries, comme dans A Rake’s Progress, d’abord peint en 1732-33, puis gravé et publié sous forme imprimée en 1735.

### Espagne
En Espagne, il existait, une pratique d’observation sociale et de commentaires antérieure au Libro de Buen Amor basée sur la vieille habitude latine romaine, pratiquée par nombre de peintres et d’enlumineurs. À l’apogée de l’Empire espagnol et au début de son lent déclin, des artistes du Siècle d'or espagnol comme Vélasquez et Murillo ont peint de nombreuses scènes de genre picaresques de vie de rue, ainsi que les scènes de cuisine connues sous le nom de « bodegones ». Plus d’un siècle plus tard, Goya a fait servir les scènes de genre en peinture et en gravure de support à ses commentaires pessimistes sur la condition humaine. Ses Désastres de la guerre, sont une série de 82 évènements de genre de la guerre d'indépendance espagnole, qui ont porté la scène de genre à un niveau d’expressivité sans précédent.

### XIXesiècle

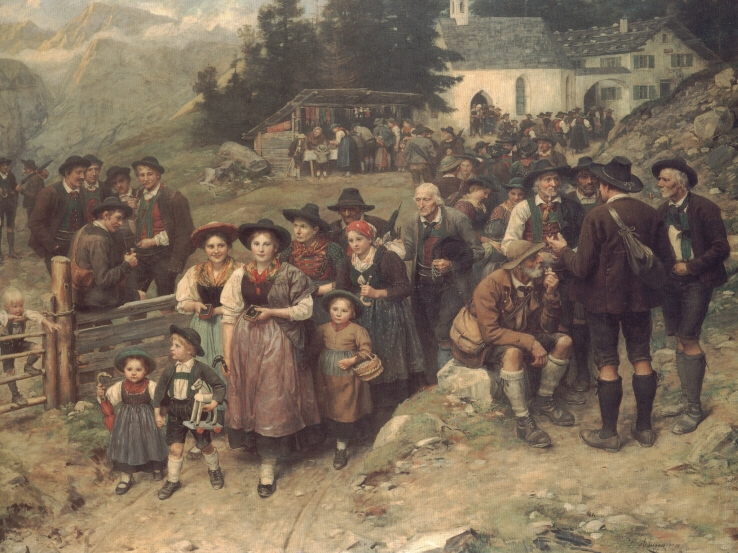
Paysans tyroliens de Franz Defregger, 1920.

Avec le déclin de la peinture religieuse et historique au XIXe siècle, les artistes ont de plus en plus souvent trouvé leur sujet dans la vie autour d’eux. Des peintres réalistes comme Courbet ont bouleversé les attentes en dépeignant des scènes du quotidien dans d’immenses tableaux à l’échelle traditionnellement réservée aux sujets « importants », brouillant ainsi la frontière qui avait fait de la peinture de genre une catégorie « mineure ». La peinture d’histoire elle-même est passée de la représentation exclusive d’événements de grande importance publique à la représentation de scènes de genre à l’époque historique, à la fois les moments privés des grandes figures et la vie quotidienne des gens ordinaires. L’expression « peinture de genre » s’est mise à remplacer, par abréviation, les expressions « peinture de genre vulgaire », « de genre bas », « de genre mineur » qui désignaient des œuvres représentant des scènes de la vie quotidienne ou intime, par opposition aux « peintures de genre historique ». Des scènes tirées de la Bible pouvaient être prises pour des scènes de genre par ignorance du sujet. On a appelé « bambochades » les peintures de genre vulgaire montrant des paysans ou des scènes d’auberges.
Dans l’art français, ce genre était connu sous le nom de style troubadour. Cette tendance, déjà apparente en 1817 lorsque Ingres peint Henri IV jouant avec ses enfants, culmine dans l’art pompier académicien français comme Gérôme et Meissonier. Dans la seconde moitié du siècle, l’intérêt pour les scènes de genre, souvent dans des contextes historiques ou avec des commentaires sociaux ou moraux pointus, a fortement augmenté dans toute l’Europe.
William Powell Frith, qui a peint de grandes scènes très peuplées, est peut-être le peintre de genre anglais le plus célèbre de l’époque victorienne. L’expansion de la taille et de l’ambition de la peinture de genre du XIXe siècle était une tendance commune. Parmi les autres peintres de genre anglais du XIXe siècle, on compte Augustus Egg, Frederick Daniel Hardy, George Elgar Hicks (en), William Holman Hunt et John Everett Millais. L’Écosse a produit deux peintres de genre influents, David Allan et David Wilkie. The Cottar’s Saturday Night de Wilkie (1837) a inspiré son Après-dînée à Ornans de Courbet (1849). Sa toile la plus renommée est les Pensionnaires de Chelsea recevant la London Gazette extraordinaire du jeudi 22 juin 1815 annonçant la bataille de Waterloo !!! qui, au lieu de dépeindre le champ de bataille, représente la réaction d’une cinquantaine de personnages à l’annonce de la nouvelle de la victoire remportée à Waterloo.
En Allemagne, Carl Spitzweg s’est spécialisé dans les scènes de genre légèrement humoristiques. Par la suite, les impressionnistes, ainsi que des artistes du XXe siècle comme Pierre Bonnard, Itshak Holtz, Edward Hopper et David Park ont peint des scènes de la vie quotidienne. Mais dans le contexte de l’art moderne, le terme « peinture de genre » a essentiellement été associé à la peinture réaliste particulièrement anecdotique ou sentimentale.
En Belgique, plusieurs peintres de genre s'illustrent : Nicaise De Keyser, Albert Dillens, Henri Joseph Dillens, Louis Somers, Jean Alexandre Van Laethem, ou encore Frans Verhas.
Le premier véritable peintre de genre aux États-Unis est l’immigrant allemand John Lewis Krimmel, qui produisit, de 1812 à 1821, des scènes de la vie à Philadelphie, dans le style de Wilkie et de Hogarth. D’autres peintres de genre au XIXe siècle aux États-Unis sont George Caleb Bingham, William Sidney Mount et Eastman Johnson. Harry Roseland s’est concentré sur des scènes des Afro-Américains pauvres du Sud de l’après-guerre civile américaine, et John Rogers (en) était un sculpteur dont les petites œuvres de genre, produites en masse en plâtre moulé, furent immensément populaires en Amérique. Les œuvres du peintre américain Ernie Barnes et celles de l’illustrateur Norman Rockwell pourraient illustrer un type plus moderne de peinture de genre.

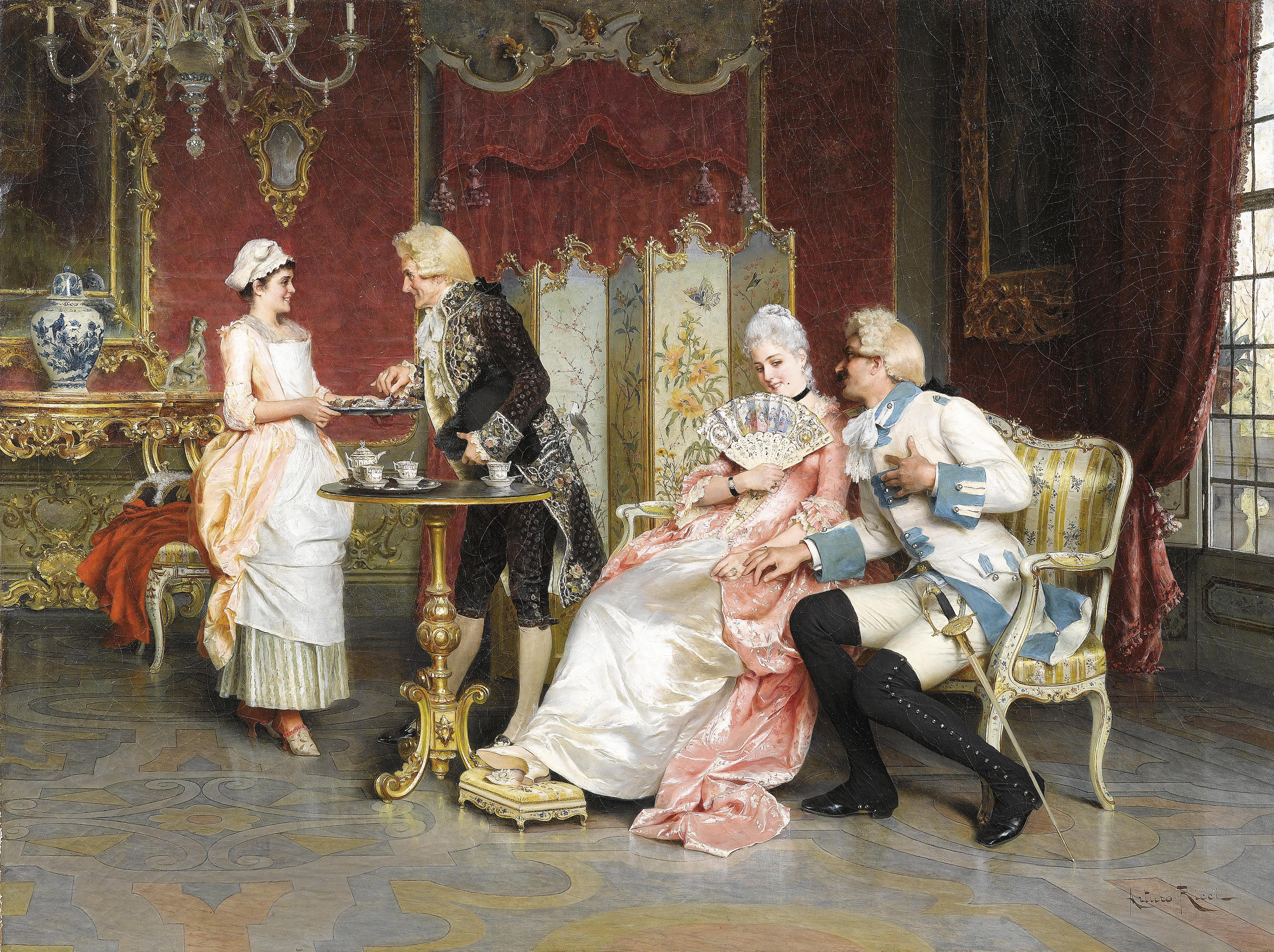
Arturo Ricci (1854–1919), Le thé l'après midi.

Dans l’Italie du XIXe siècle, les plus grands interprètes de la peinture de genre sont Antonio Rotta et Vincenzo Petrocelli ; Gerolamo Induno y a peint des scènes de la vie militaire.
En Russie, de célèbres peintres réalistes du groupe des Ambulants  comme Vassili Perov, Ilia Répine, Constantin Savitski (À la Guerre) ont également produit des peintures de genre.